# Eubordeta mars
Eubordeta mars är en fjärilsart som beskrevs av James John Joicey och Talbot 1916. Eubordeta mars ingår i släktet Eubordeta och familjen mätare. Inga underarter finns listade i Catalogue of Life.